# Нецерковное движение
Нецерковное движение (яп. 無教会主義 Мукё:кайсюги) — первое независимое японское христианское движение, основанное Утимурой Кандзо в 1900 году. Доктрина движения соединяет христианство с традиционными японскими ценностями.
Нецерковное движение появилось в 1900 году, когда японский проповедник Утимура Кандзо начал библейские чтения у себя дома. Он начал проповедовать христианство, которое свободно от церкви, а вопрос спасения души не зависит от каких-либо связей с церковью. Движение является независимым от зарубежных церковных организаций. Утимура Кандзо выступал против церковной иерархии. В своём движении он провозглашал равенство всех членов. При этом он отрицал и протестантские таинства крещения и причастия, избегая какой-либо зависимости от духовенства.
Утимура Кандзо находил связь между христианством, конфуцианством и буддизмом. Так, преданность господину, уважение к родителям — суть христианские интенции. Проповедник считал, что Госопдь культивировал бусидо, чтобы с симбиозе с христианским учением оно должно изменить мир и открыть истину всему миру.
У движения нет штаб-квартиры, учёт сторонников не ведётся. Нецерковное движение состоит из разрозненных групп по изучению библии, в которых состоят «ученики» (дэси) и «учитель» (сэнсэй). Учитель при этом не должен проходить какого-либо специального обучения. Они выступают как духовными наставниками, так и советниками в личных делах. Учителями являются только мужчины, что соотносится с конфуцианской моралью.
Нецерковному движению свойственен пацифизм. Они выступили против пересмотра Конституции 1947 года и перевооружение Японии. Не праздную праздники, связанные с завоеваниями. Адепты поддерживают идею нормализации отношений с азиатскими государствами и платы народам, пострадавшим от действий Японской империи.